# Tasso di interesse legale
Il tasso di interesse legale viene anche definito "saggio degli interessi" o "saggio degli interessi legali" (art. 1284 CC). Si tratta del tasso di interesse che, in alcune legislazioni nazionali, si applica alle obbligazioni pecuniarie in base ad una apposita disciplina legislativa.
In Italia è normato dall'art. 1284 del Codice Civile.
L'incipit recita:

Il saggio degli interessi legali è determinato in misura pari al 5
per cento in ragione d'anno. Il  Ministro  del  tesoro,  con  proprio
decreto pubblicato nella Gazzetta Ufficiale della Repubblica italiana
non oltre il 15 dicembre dell'anno precedente a quello cui il  saggio
si riferisce, può modificarne annualmente la misura, sulla base  del
rendimento medio annuo lordo  dei  titoli  di  Stato  di  durata  non
superiore a dodici mesi  e  tenuto  conto  del  tasso  di  inflazione
registrato nell'anno. Qualora entro il 15 dicembre  non  sia  fissata
una nuova misura del  saggio,  questo  rimane  invariato  per  l'anno
successivo.

In particolare, l'articolo stabilisce che:
- il valore del tasso può essere stabilito annualmente dal Ministero del Tesoro con apposita normativa.

- la modifica del valore del tasso per l'anno successivo non può avvenire oltre il 15 dicembre dell'anno corrente, altrimenti il tasso per l'anno successivo rimarrà invariato.